# Католическое действие
Католическое действие — обобщающее название массовых католических организаций мирян, действующих под церковным руководством и имеющих своей целью продвижение католических идей и принципов в общество. В XX веке подобную деятельность стали именовать «апостольством мирян», её основные принципы были определены в декрете Второго Ватиканского собора Apostolicam Actuositatem.
Идея апостольства мирян зародилась в XIX веке как ответ на приход к власти во многих традиционно католических странах, таких как Франция, Италия, Испания и др. антиклерикальных режимов, стремившихся максимально ограничить влияние Церкви на общество. В 1863 году в бельгийском Мехелене был проведён Первый конгресс католических организаций. Поддержку массовым движениям католиков-мирян оказывали папы Пий IX и Лев XIII, но сам термин «Католическое действие» впервые был употреблён папой Пием X в 1905 году. Фактически Католическое действие стало первым из многочисленных ныне католических движений.
Центром развития Католического действия стала Италия. В 1922 году папа Пий XI осуществил реформу нескольких существовавших итальянских католических организаций, в результате чего возникло «Итальянское католическое действие» (Azione cattolica italiana). По образцу итальянской организации в последующие годы появился целый ряд аналогичных национальных структур: в Латвии (1922), Литве (1927), Польше (1930), Испании (1931) и других странах Европы и Латинской Америки. В 1930 году митрополит Андрей Шептицкий учредил Католическое действие в рамках Украинской грекокатолической церкви.
Все национальные структуры Католического действия были независимыми организациями и имели разные принципы и способы управления. В некоторых странах организация делилась по поло-возрастному признаку на четыре ветви: мужчины, женщины, юноши и девушки. Где-то было принято деление по социально-профессиональному признаку. В ряде стран Католическое действие имело строго централизованный в рамках страны характер, в других странах (главным образом, во Франции и англоязычных странах) движение имеет более федеративный и децентрализованный характер. В большинстве случаев Католическое действие стремилось оставаться строго вне политики, однако в ряде стран (особенно в Испании 30-х годов) Католическое действие поддерживало прокатолические политические партии и движения. Объединяют различные национальные организации лишь цели — продвижение христианских принципов во все сферы общества и противостояние на общественном уровне агрессивному антиклерикализму и секуляризму.
Во второй половине XX века численность членов Католического действия упала в связи с появлением и быстрым развитием новых католических движений, таких как Comunione e Liberazione, фоколяры и др. Тем не менее независимые организации движения продолжают существовать во многих странах, наиболее сильны его позиции в Италии и странах Южной Америки. В 1987 году для координации деятельности структур движения в разных странах мира учреждён Международный форум Католического действия (Forum internazionale dell’Azione cattolica, FAIC).